# Lucero (aktorka)

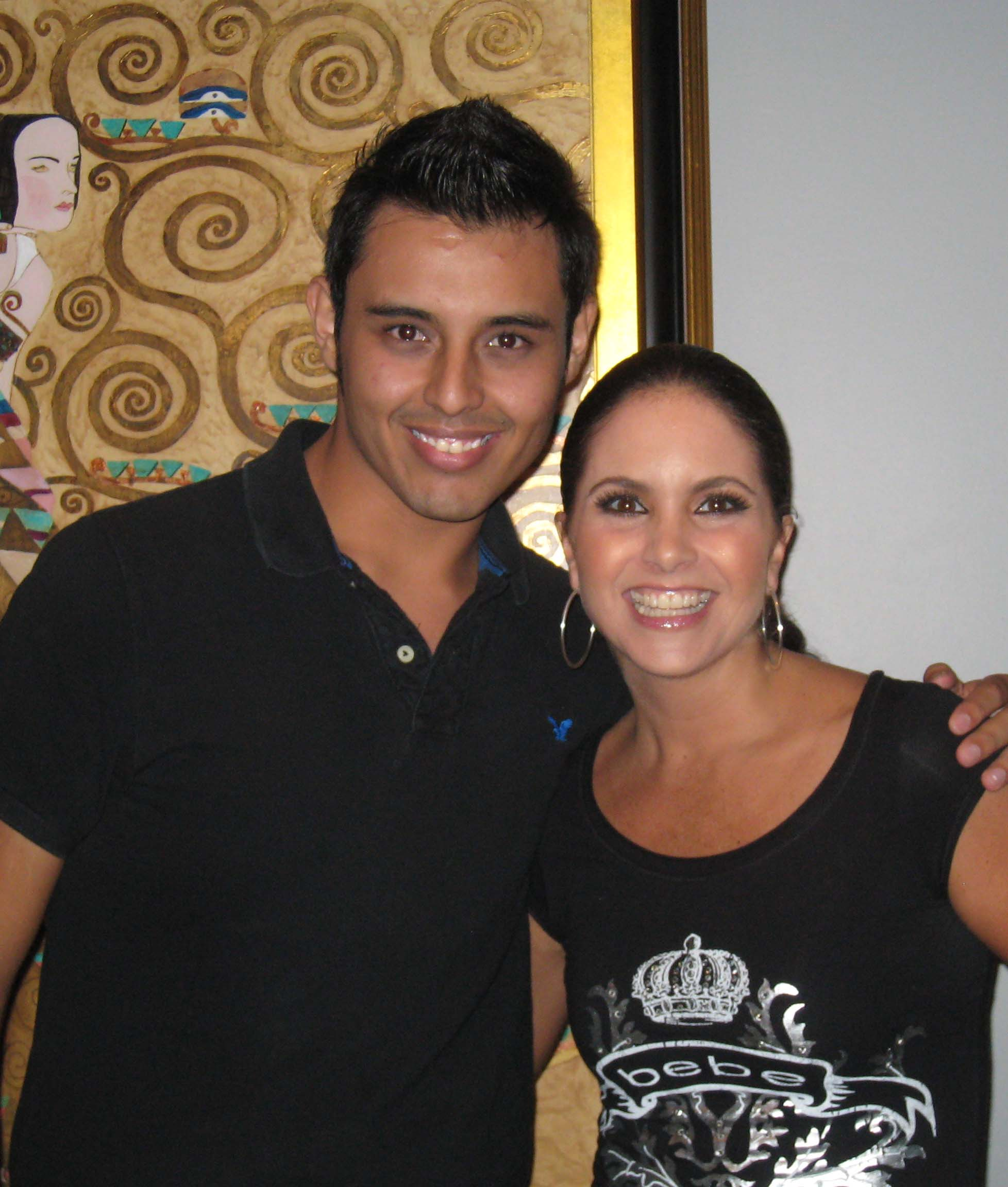
Lucero i Emmanuel Guzman

Lucero Hogaza León (ur. 29 sierpnia 1969 w Meksyku) – meksykańska aktorka, piosenkarka. Żona Manuela Mijaresa, córka Lucero León Sauvinet i Antonio Hogaza López. Jest matką dwójki dzieci.

## Kariera

### Lata 1982 - 1984
Publicznie zaczęła występować w wieku 10 lat, jako „Lucerito” w różnych programach telewizyjnych: „Alegrías de mediodía”, Chiquilladas produkcji Televisa. Brała udział w konkursach wokalnych takich jak: „Juguemos a cantar” i „América ésta es tu canción”. W roku 1982 mając 13 lat nagrała swój pierwszy album Te prometo, utworem debiutującym była piosenka „Viernes”. Album zsotał sprzedany w ponad 150 000 egzemplarzach w Meksyku i Stanach Zjednoczonych. Sympatię widzów i aktorów zyskała grając w telenoweli Chispita jako tytułowa bohaterka. W 1983 wydała drugi album zatytułowany Con tan pocos años, który sprzedał się w ponad 200 000 egzemplarzach, płyta zyskała miano platynowej.

### Lata 1985 - 1989
Trzeci album muzyczny nagrała w 1985 roku zatytułowany Fuego Y Ternura, sprzedano ponad 350.000 tys. egzemplarzy, płyta zyskała status złotej i platynowej. Wystąpiła również w „Escápate conmigo” w 1987,"Quisiera ser hombre” w 1988, „Deliciosa sinvergüenza” w 1990. W 1986 roku wydał płytę Un Pedacito De Mí

### Lata 1989 - 1999
W 1989 roku wystąpiła jako dorosła aktorka w telenoweli Cuando llega el amor, wykonywała również utwór muzyczny do tej telenoweli. W 1990 wydała album zatytułowany Con Mi Sentimiento. W 1992 Lucero powróciła na rynek muzyczny z płytą „Lucero de México”. W 1993 roku nagrała kolejną płytę pod nazwą Lucero. W 1995 zagrała potrójną role bliźniczek w telenoweli Lazos de amor. W roku 1999 Lucero decyduje się na odbycie koncertu w Zabytkowej arenie byków w Meksyku, podczas koncertu została nagrana płyta CD

### Od 2000
W roku 2000 Lucero występowała w telenoweli produkcji Televisy Mi destino eres tú, w której grała główną bohaterkę tuż obok Jorge Salinasa. W 2002 koncertowała w Auditorio Nacional. W 2004 roku zagrała w filmie Zapata, el sueño de Héroe. W 2006 roku wydała kolejny album zatytułowany Quiéreme tal como soy. W 2007 roku w Auditorio Nacional Lucero wydała koncert z okazji 27-leci kariery, koncert został zarejestrowany i wydany na płytach CD i DVD, które trafiły do sprzedaży. W 2010 wydała swój album studyjny o nazwie Indispensable. W tym samym roku miała miejsce premiera meksykańskiej telenoweli Soy Tu Dueña, w której zagrała główną rolę wcielając się w postać Valentiny Villalba. W tym serialu wykorzystano jej piosenki z wyżej wspomnianego albumu, tj. Dueña tu de amor. W 2012 roku swoją premierę miała telenowela Por Ella Soy Eva, w której Lucero wraz z Jaime Camilem grała główną rolę. Oboje również wykonywali piosenki do tej produkcji.